# بوب كين (صحفي)
بوب كين (بالإنجليزية: Bob Cain)‏ هو صحفي أمريكي، ولد في 11 أغسطس 1934، وتوفي في 2 سبتمبر 2014 في أتلانتا في الولايات المتحدة.